# Xavier Atencio

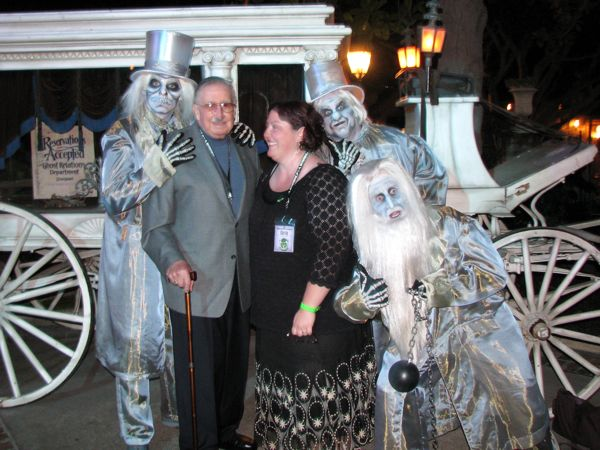
Xavier Atencio num set de filmagem da Disney em 2008.

Francis Xavier Atencio, também conhecido como X Atencio (✰ Walsenburg, 04 de setembro de 1919) é um ex-técnico de animação e mais tarde projetista de parques temáticos da The Walt Disney Company.
Ele serviu como intérprete de fotografias na Força Aérea entre 1941 e 1945, durante a Segunda Guerra Mundial, chegando à patente de capitão. Servindo na Inglaterra, ele fez parte da equipe de análise de fotos aéreas para o setor de inteligência militar.
Atencio se aposentou da Disney em 1984 e foi reconhecido com o prêmio Disney Legends em 1996.